# El Sagrat Cor de Puig Cornador
El Sagrat Cor de Puig Cornador és un edifici del municipi de Sant Ferriol (Garrotxa) inclosa en l'Inventari del Patrimoni Arquitectònic de Catalunya.

## Descripció
Es tracta d'un capella de planta quadrada (5x5 metres), està situada al cim del Puig Cornador. El teulat és a quatre aigües i està sostingut per senzilles mènsules; els murs estan pintats de color gris, remarcant les parts decoratives amb color blanc. L'accés es realitza per una porta d'arc apuntat amb guardapols, dona llum a l'interior de la capelleta.

## Història
Aquesta ermita fou edificada l'any 1900 gràcies a la devoció que professaren, al Sagrat Cor, els senyors Xavier de Ferrer i Lloret i Júlia Ferrer i Carreras Campa, membres de la família Ferrer-Noguer de Besalú i propietaris d'aquesta muntanya. Fou ell mateix qui va dissenyar els plànols de l'ermita, així com projectà i feu construir una carretera per a pujar-hi. Fou, aquesta, la primera ermita dedicada al Sagrat Cor de Jesús que hi hagué a Espanya.